# Свобода (Берегівський район)
Свобо́да — село в Україні, в Закарпатській області, Берегівському районі. Є головним в Свободянській сільській раді, якій підпорядковується три інших села — Бакош, Бадів та Данилівка.

## Географія
Село розташоване за 35 км від районного та 45 км від обласного центру, за 4 км від залізничної станції «Батьово». Знаходиться у Притисянській низовині, яка є частиною Середньо–Дунайської низовини.
Через село, з півночі на захід, протікає канал Верхнє-Середнянський, який відводить паводкові води Боржави.
Недалеко від села проходить кордон між Україною та Угорщиною.

## Історія
Перша письмова згадка про одне з поселень цього куща сіл датується 1282 роком. Угорська назва села (Нодьбокош, тобто Великий Бокош) походить від прізвища одного з власників навколишніх земельних володінь. Згодом тривалий час, до 1919 року місцевими землями володіли представники угорської графської родини Лоняї, Меньгирту та Габору. Була заснована низка невеличких хуторів (угорською — «майор», або «тоня»), на кожному з яких працювало 20-40 батрацьких безземельних родин. Хутори (тоні) звалися Кіш Бокош, Нодь Бокош, Уй тоньо, Копітань тоньо, Богой Саллаш. На хуторах займалися тваринництвом та вирощували зернові, на період жнив землевласники наймали додаткових сезонних робітників.
Після розпаду Австро-Угорської імперії, землі Підкарпатської Русі, згідно рішення Паризької конференції, ввійшли до складу Чехо-Словацької республіки. Тоді ж місцеві хутори отримали поштовх до розвитку, оскільки нова влада, бажаючи міцно закріпитися на нових землях, розпочала політику, що отримала назву «слов'янізація угорського пограниччя». В її рамках почалася колонізація підкарпатських земель вздовж кордону з Угорщиною, вздовж Тиси від румунської границі до Словаччини. В результаті було засновано цілу низку поселень, які стали основою кількох сучасних сіл. Ці поселення заселялися в першу чергу чехами (т. зв. легіонерами), а також переселенцями з гірських малоземельних районів краю. Одним із найбільших поселень такого типу стала сучасна Свобода. Землі навколо невеликих хуторів були незаселеними («слободні»), тож місцевість назвали «Свободою». Наприкінці 1920-х років тут були засновані населені пункти Великий Бакош, Малий Бакош та Нове Батьово.
Землевласниками замість угорських дворян стали чеські легіонери. Новою владою були збудовано 71 однотипний будинок з господарськими приміщеннями, зокрема, 20 — Малому Бакоші, 30-у Великому Бакоші та 21-у Новому Батєві. Частина цих будинків залишилася практично в незмінному стані, інша була згодом перебудована. Їх можна побачити, зокрема, в сьогоднішній Свободі, в частині села, що неофіційно й понині зветься Нове Батьово.
На початку листопада 1938 року, в результаті Віденського арбітражу, село не ввійшло до складу новоутвореної Карпатської України, а було окуповане гортистською Угорщиною.
За період окупації, влада намагалася всіляко мадяризувати село. Переселялися мешканців з інших сіл, зокрема з Великої Доброні та Саловки, викладання в школі здійснювалося угорською мовою (з 1939 року), а чоловіче населення забиралося для служби в угорські армії. Тих хто не хотів служити в армії, або дизертував з неї, відправляли в концтабори. З території села, в різний час було відправлено у концтабори 17 мешканців.
Нове село заснували верховинці з Міжгірського та Тячівського районів, а в кінці 1940-х років прибула велика група переселенців із села Вільшани, яке підлягало затопленню внаслідок спорудження Теребле-Ріцької ГЕС.
У листопаді 1944 року, було створено в с. Свобода Народний комітет, який очолював Бердар Дмитро Юрійович.
У 1947—1948 роках село пережило велику повінь. Причиною повені став розлив річки Тиса, збоку сусіднього с. Саловка.

## Присілки
Нове Вузлове (Нове Батьово)
Нове Вузлове- колишнє село в Україні, в Закарпатській області.
Обєднане з селом Свобода рішенням облвиконкому Закарпатської області №155 від 15.04.1967
Засновано наприкінці 1920-х років як Нове Батьово.

Сігет
Сігет - колишнє село в Україні, в Закарпатській області.
Обєднане з селом Свобода
Згадки: 15. század: Sziget, 1450: Sziget, 1493: Sziget, 1520: Zÿgeth, 1543: Sÿgeth, 1544: Zÿgeth, 1564: Zÿgeth, 1570: Sziget

## Населення
Згідно з переписом УРСР 1989 року чисельність наявного населення села становила 979 осіб, з яких 475 чоловіків та 504 жінки.
За переписом населення України 2001 року в селі мешкали 853 особи.

### Мова
Розподіл населення за рідною мовою за даними перепису 2001 року:
| Мова       | Відсоток |
| ---------- | -------- |
| українська | 64,87 %  |
| угорська   | 33,61 %  |
| російська  | 1,17 %   |
| німецька   | 0,23 %   |

## Аріхтектура
Найцікавішими, хоча й не особливо виразними, є будинки чеських легіонерів, які залишилися в селі.
В 2006 році в Свободі була відкрита невелика за розмірами сучасна реформатська церква.
храм св. Івана Предтечі. 1992.
Неймовірно, але невелику дерев’яну церкву вдалося збудувати в перші роки радянської влади.
Натхненником, організатором та керівником спорудження став монах Степан Воринка з Горба, що заснував у селі філію Чумалівського Святовознесенського монастиря. Для церкви Воринка віддав свою землю. У селі кажуть, що він виконав і проект споруди.
Дозвіл сільради отримали 10 травня 1947 р. Прямокутна в плані церква мала довжину близько 12,7 м, ширину – 5,3 м, відкритий ґанок спирався на чотири стовпи.
Найближче відношення до спорудження церкви мали Степан Мотичка, Іван Кикина, Федір Кикина, Юрій Фриган, Степан Сусік, Іван Косюк, Дмитро Ізай, Степан Бабинець. Син священика Юрія Бедзіра Леонтій намалював ікони. Згодом церкву збільшили шляхом прибудови приміщення до західного фасаду.
Громада села однією з перших взялася за спорудження нової церкви в час “перебудови”. Відкрито дозволу ще не давали, і спорудження цегляної церкви замаскували під реконструкцію. За дозволом на будівництво зверталися ще 8 лютого 1989 р.
У 1991 р. довкола дерев’яної церкви звели корпус нової, а дерев’яну розібрали і винесли. Вели будівництво Степан Мотичка, його син Михайло Мотичка, церківник Іван Фриган, а працювало все село. Покриття дахів і вежі бляхою робив о. Юрій Комар.
Малювання в інтер’єрі виконав художник Іван Іллеш з Текова у 1991 р., а ікони намалював Юрій Глагола з Мукачева. Іконостас зі старої церкви передали до новозбудованої церкви у Дзвінковому.

## Уродженці села
- Кузьменко Сергій Миколайович — солдат Збройних сил України, учасник російсько-української війни 2014—2017 років.
- Сабов Василь Михайлович — український художник, член Національної Спілки художників України з 1970 року.

## Туристичні місця
- храм св. Івана Предтечі. 1992.
- будинки чеських легіонерів